# Supercopa de Alemania 2023
La Supercopa de Alemania 2023 fue la décima cuarta edición del torneo y fue el partido de fútbol anual disputado entre los ganadores de la pasada temporada de la Bundesliga y la DFB-Pokal, tuvo lugar el 12 de agosto de 2023.
El encuentro lo disputó el Bayern de Múnich como campeón de la Bundesliga 2022-23 y el RB Leipzig como campeón de la Copa de Alemania 2022-23, quienes coincidentemente lucharon por el título la pasada edición. Bayern de Múnich, los campeones de la Bundesliga, fueron los anfitriones en el Allianz Arena en Múnich.

## Equipos participantes
| Bayern de Múnich |  | Bandera del Estado Libre de Baviera |  | Campeón de la 1. Bundesliga 2022-23    |
| RB Leipzig       |  | Bandera de Sajonia                  |  | Campeón de la Copa de Alemania 2022-23 |

## Partido
El horario corresponde al uso horario de Alemania (Hora central europea): UTC+2 en horario de verano (CEST).
| 12 de agosto | Bayern Múnich | 0:3 (0:2)                     | RB Leipzig               | Allianz Arena, Múnich                                       |                                                             |
| 20:45        |               | DFB Reporte Soccerway Reporte | Olmo 3', 44', 68' (pen.) | Asistencia: 75 000 espectadores Árbitro(s): Bastian Dankert | Asistencia: 75 000 espectadores Árbitro(s): Bastian Dankert |

| 26         | Guardameta     | Sven Ulreich     |     |
| 5          | Defensa        | Benjamin Pavard  | 46' |
| 2          | Defensa        | Dayot Upamecano  |     |
| 4          | Defensa        | Matthijs de Ligt | 46' |
| 19         | Defensa        | Alphonso Davies  |     |
| 6          | Centrocampista | Joshua Kimmich   | 78' |
| 27         | Centrocampista | Konrad Laimer    | 46' |
| 10         | Centrocampista | Leroy Sané       |     |
| 42         | Centrocampista | Jamal Musiala    |     |
| 7          | Centrocampista | Serge Gnabry     |     |
| 39         | Delantero      | Mathys Tel       | 63' |
| Entrenador | Entrenador     | Thomas Tuchel    |     |

| 21         | Guardameta     | Janis Blaswich    |     |
| 39         | Defensa        | Benjamin Henrichs | 85' |
| 2          | Defensa        | Mohamed Simakan   |     |
| 4          | Defensa        | Willi Orban       |     |
| 22         | Defensa        | David Raum        |     |
| 20         | Centrocampista | Xavi Simons       | 78' |
| 13         | Centrocampista | Nicolas Seiwald   |     |
| 24         | Centrocampista | Xaver Schlager    |     |
| 7          | Centrocampista | Dani Olmo         | 78' |
| 11         | Delantero      | Timo Werner       | 64' |
| 17         | Delantero      | Loïs Openda       | 64' |
| Entrenador | Entrenador     | Marco Rose        |     |

| 11 | Delantero      | Kingsley Coman    | 46' |
| 3  | Defensa        | Kim Min-jae       | 46' |
| 40 | Defensa        | Noussair Mazraoui | 46' |
| 9  | Delantero      | Harry Kane        | 63' |
| 8  | Centrocampista | Leon Goretzka     | 78' |

| 30 | Delantero      | Benjamin Šeško    | 64' |
| 9  | Delantero      | Yussuf Poulsen    | 64' |
| 10 | Centrocampista | Emil Forsberg     | 78' |
| 18 | Centrocampista | Fábio Carvalho    | 78' |
| 16 | Defensa        | Lukas Klostermann | 85' |

| Anotado         | 3'  | Dani Olmo | 0−1 |
| Anotado         | 44' | Dani Olmo | 0−2 |
| Anotado · Penal | 68' | Dani Olmo | 0−3 |

| Amonestado | 14' | Benjamin Pavard |
| Amonestado | 34' | Dayot Upamecano |

| Amonestado | 71' | Dani Olmo |

| Árbitro             | Bastian Dankert    |
| Árbitros asistentes | René Rohde         |
| Árbitros asistentes | Marcel Unger       |
| Cuarto árbitro      | Tobias Reichel     |
| VAR                 | Tobias Welz        |
| Adicional VAR       | Thorsten Schiffner |

| 26         | Guardameta     | Sven Ulreich     |     |
| 5          | Defensa        | Benjamin Pavard  | 46' |
| 2          | Defensa        | Dayot Upamecano  |     |
| 4          | Defensa        | Matthijs de Ligt | 46' |
| 19         | Defensa        | Alphonso Davies  |     |
| 6          | Centrocampista | Joshua Kimmich   | 78' |
| 27         | Centrocampista | Konrad Laimer    | 46' |
| 10         | Centrocampista | Leroy Sané       |     |
| 42         | Centrocampista | Jamal Musiala    |     |
| 7          | Centrocampista | Serge Gnabry     |     |
| 39         | Delantero      | Mathys Tel       | 63' |
| Entrenador | Entrenador     | Thomas Tuchel    |     |

| 21         | Guardameta     | Janis Blaswich    |     |
| 39         | Defensa        | Benjamin Henrichs | 85' |
| 2          | Defensa        | Mohamed Simakan   |     |
| 4          | Defensa        | Willi Orban       |     |
| 22         | Defensa        | David Raum        |     |
| 20         | Centrocampista | Xavi Simons       | 78' |
| 13         | Centrocampista | Nicolas Seiwald   |     |
| 24         | Centrocampista | Xaver Schlager    |     |
| 7          | Centrocampista | Dani Olmo         | 78' |
| 11         | Delantero      | Timo Werner       | 64' |
| 17         | Delantero      | Loïs Openda       | 64' |
| Entrenador | Entrenador     | Marco Rose        |     |

| 11 | Delantero      | Kingsley Coman    | 46' |
| 3  | Defensa        | Kim Min-jae       | 46' |
| 40 | Defensa        | Noussair Mazraoui | 46' |
| 9  | Delantero      | Harry Kane        | 63' |
| 8  | Centrocampista | Leon Goretzka     | 78' |

| 30 | Delantero      | Benjamin Šeško    | 64' |
| 9  | Delantero      | Yussuf Poulsen    | 64' |
| 10 | Centrocampista | Emil Forsberg     | 78' |
| 18 | Centrocampista | Fábio Carvalho    | 78' |
| 16 | Defensa        | Lukas Klostermann | 85' |

| Anotado         | 3'  | Dani Olmo | 0−1 |
| Anotado         | 44' | Dani Olmo | 0−2 |
| Anotado · Penal | 68' | Dani Olmo | 0−3 |

| Amonestado | 14' | Benjamin Pavard |
| Amonestado | 34' | Dayot Upamecano |

| Amonestado | 71' | Dani Olmo |

| Árbitro             | Bastian Dankert    |
| Árbitros asistentes | René Rohde         |
| Árbitros asistentes | Marcel Unger       |
| Cuarto árbitro      | Tobias Reichel     |
| VAR                 | Tobias Welz        |
| Adicional VAR       | Thorsten Schiffner |

| \| Estadísticas \| Bayern Múnich \| RB Leipzig \| \| ---------------------- \| ------------- \| ---------- \| \| Tiros \| 13 \| 10 \| \| Tiros al arco \| 5 \| 5 \| \| Faltas \| 14 \| 13 \| \| Penales \| 0 \| 1 \| \| Tiros de esquina \| 9 \| 6 \| \| Fueras de juego \| 1 \| 2 \| \| Tarjetas amarillas \| 2 \| 1 \| \| Tarjetas rojas \| 0 \| 0 \| \| Posesión \| 68% \| 32% \| \| Pases \| 590 \| 289 \| \| Precisión de los pases \| 91% \| 75% \| | Alineación inicial |            |
| Estadísticas | Bayern Múnich      | RB Leipzig |
| Tiros | 13                 | 10         |
| Tiros al arco | 5                  | 5          |
| Faltas | 14                 | 13         |
| Penales | 0                  | 1          |
| Tiros de esquina | 9                  | 6          |
| Fueras de juego | 1                  | 2          |
| Tarjetas amarillas | 2                  | 1          |
| Tarjetas rojas | 0                  | 0          |
| Posesión | 68%                | 32%        |
| Pases | 590                | 289        |
| Precisión de los pases | 91%                | 75%        |

|                                |
| Bandera de Sajonia             |
| Campeón RB Leipzig 1.er título |